# Batalha de Sluis
A Batalha de Sluis foi uma batalha naval durante a Guerra dos Oitenta Anos em que uma esquadra espanhola comandada pelo capitão italiano Federico Spinola tentou romper um bloqueio de Sluis por navios holandeses sob o comando de Joos de Moor. Após cerca de duas horas de combate, os navios espanhóis fortemente danificados retornaram a Sluis. Federico Spinola foi morto durante a ação.

## Antecedentes
Federico Spinola era irmão mais novo do famoso general Ambrogio Spinola. No final do século XVI, Federico aconselhou Filipe III de Espanha a utilizar a galé, um tipo de navio que ainda era dominante no Mar Mediterrâneo, também a ser implantado na Flandres e na Zelândia. Os muitos baixios, riachos sinuosos e estreitos poderiam dar a uma embarcação movida a remo uma vantagem decisiva sobre os navios que dependiam do vento. Seis grandes galés foram construídas e Spinola se envolveu com sucesso como corsário contra navios mercantes holandeses e ingleses, apesar de ter sofrido uma derrota em Oostende contra uma esquadra do Condado da Holanda. Ele usou Sluis como base. Em resposta a isso, os Estados da Holanda e Frísia Ocidental tiveram uma Galé Vermelha construída em Vlaardingen em 1598. Em 1600, foi construída uma maior, de trinta metros de comprimento, a Galé Negra em Dordrecht. Esses navios também obtiveram sucesso e cinco novas galésa foram construídas pelos holandeses. Isso levou a uma corrida armamentista. Spinola não tinha capacidade para construir navios suficientes na Flandres, por isso em 1602 tentou navegar de Portugal para Flandres com oito galés, tripuladas por novecentos marinheiros e soldados e movidas por mil e quinhentos escravos de galé. Ele construiu sete delas por conta própria, depois que Filipe III rejeitou uma proposta muito mais ambiciosa de conquistar a Inglaterra com uma armada inteira de galés. No entanto, seus inimigos protestantes tomaram conhecimento desses planos. Um esquadrão inglês de doze navios interceptou a sua frota na foz do Tejo em 3 de junho de 1602 e afundou duas galés.

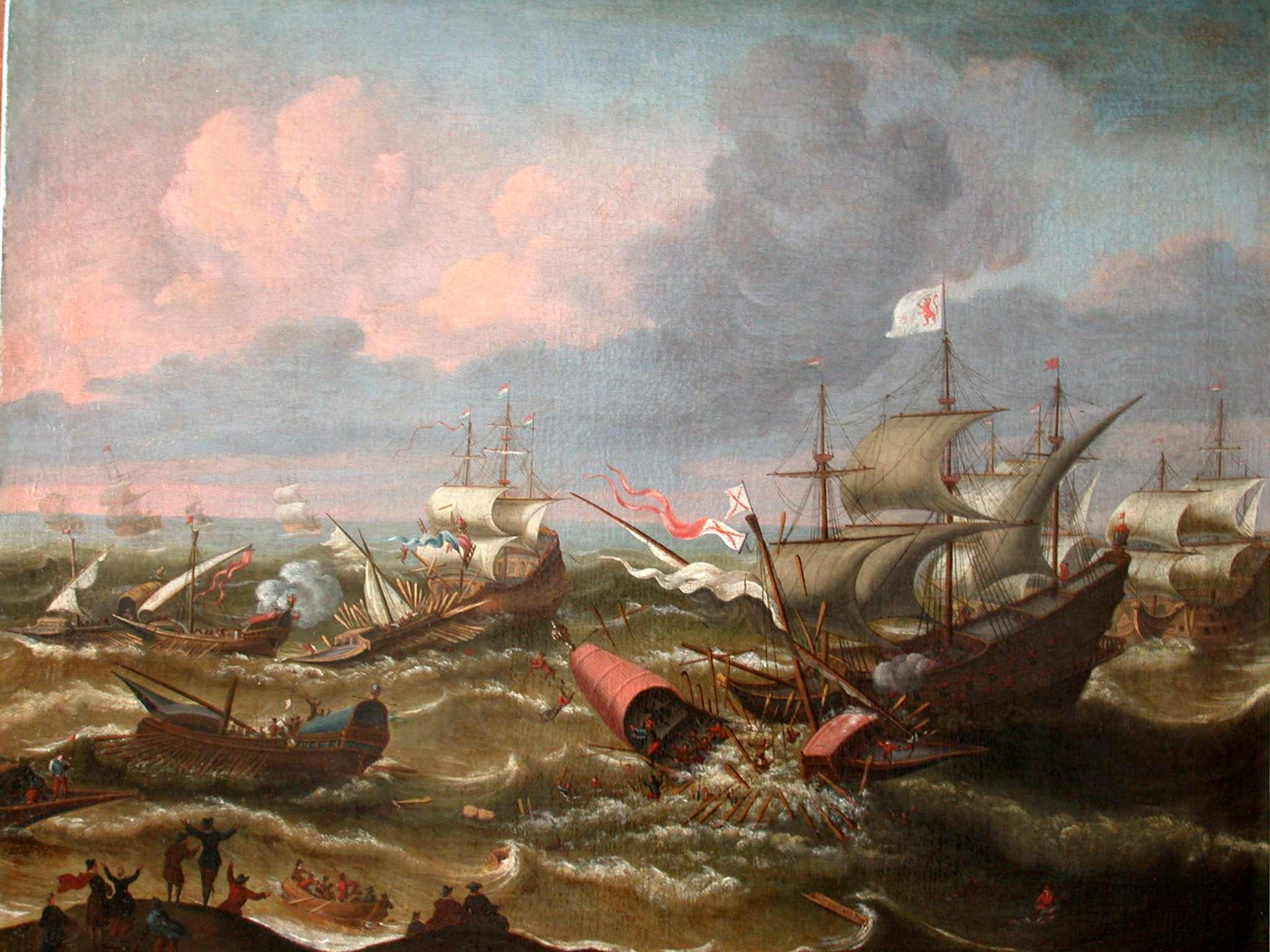
O navio Halve Maene de Cant cruza com o Padilla, em 3 de outubro de 1602.

Spinola regressou a Lisboa, mas tentou chegar novamente à Flandres com as seis galés restantes depois de embarcar remadores, soldados e dinheiro adicionais. O vice-almirante Jacob van Duyvenvoorde foi enviado para bloqueá-lo com nove navios, mas ao chegar descobriu que Spinola já havia escapado para o norte. No Estreito de Dover, Spinola foi recebido por uma flotilha inglesa e uma flotilha holandesa de quatro navios comandados por Jan Adriaanszoon Cant, que Van Duyvenoorde havia enviado de volta. Os navios de Cant afundaram duas galés, em 3 de outubro de 1602. Duas outras galés fugiram danificadas para Nieuwpoort, outra fugiu para o porto de Calais e foi apreendida pelos franceses. Spinola só conseguiu chegar a Dunquerque com sua própria galé San Luis.
No entanto, Spinola reparou as duas galés em Nieuwpoort e conseguiu concentrar oito galés em 1603, em Sluis de Knokke. Ele concebeu um plano para atacar Walcheren, do outro lado do Escalda Ocidental. Porém, à sua espera no mar estava uma esquadra de bloqueio, comandada por Joos de Moor, composta por duas galés, a Galé Negra e a Zeeland Flesse, dois navios menores e um navio mercante armado. A Marinha Holandesa raramente construiu navios de guerra especializados durante esse período, mas converteu navios mercantes conforme necessário.

## Batalha

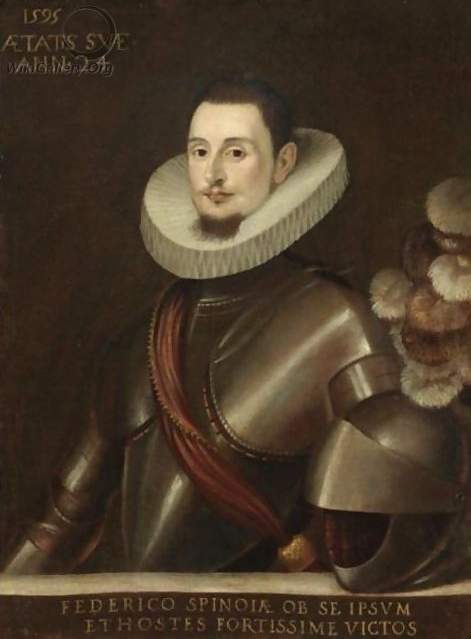
Federico Spinola morreu na batalha.

No dia 26 de maio, Spinola saiu, aproveitando uma calmaria que impediu a frota da Zelândia em Vlissingen de vir em auxílio a De Moor. Dessa forma, seus navios puderam explorar plenamente a sua mobilidade superior. Spinola tinha oito galés e quatro fragatas leves, todas bem tripuladas, os maiores navios com 250 remadores e outros 200 soldados. As oito galés posicionaram-se primeiro em forma de lua crescente, abrangendo metade da frota holandesa, e depois dividiram-se em dois grupos de quatro.
A Galé Negra sob o comando do capitão Jacob Michielsz Wip foi abalroada por duas das grandes galés espanholas, o que não teve muito efeito, pois as galés dessa época não tinham arco de carneiro. A tática habitual era deslizar a proa longa sobre a amurada do navio inimigo e depois carregá-lo, apoiado nos dois canhões posicionados na superestrutura dianteira da galé, que  representava o seu principal poder de fogo. Os espanhóis tentaram assim entrar na Galé Negra, mas foram repelidos por vários tiros certeiros de canhão, após os quais a luta continuou com espada, pistola e faca.
Após cerca de uma hora, o Almirante Willem de Zoete, senhor de Haultain, conseguiu deixar o porto de Vlissingen com a frota da Zelândia. Esse reforço virou claramente as probabilidades a favor da frota holandesa. A frota espanhola, fortemente danificada, retirou-se para Sluis. Spinola foi mortalmente ferido. De Moor e Pieterssen também ficaram lesionados, mas se recuperaram. O Capitão Jacob Michielsz Wip foi morto e o Tenente Comandante Hart liderou a defesa da Galé Negra. As perdas espanholas foram geralmente pesadas, embora provavelmente inferiores aos quatrocentos a oitocentos homens mencionados nos relatórios holandeses da época. A frota holandesa teve 47 baixas. A batalha foi vista como uma vitória clara nas Províncias Unidas. As tripulações receberam onze toneladas de cerveja e Joos de Moor, Pieterssen e Van Gorcum uma corrente de ouro de honra. A batalha é tema de duas pinturas conhecidas, uma talvez de Cornelis Vroom, que fica atualmente na coleção do Museu Marítimo de Amsterdam. A segunda de Andries Eertveld é exposta no Campanário de Sluis.
Essa foi a única batalha naval durante a Guerra dos Oitenta Anos em que galés foram utilizadas em ambos os lados. Em 1604, Sluis foi conquistada pelas tropas holandesas e as galés rapidamente perderam o seu significado. Um desenvolvimento semelhante ocorreu no Mar Mediterrâneo, onde fragatas ágeis substituíram as galés ao longo do século XVII.

## Links externos
- Sluis 1604